# Robert Boutigny
Robert Boutigny   (Villeneuve-le-Roi, 24 de juliol de 1927 - Frejús, 22 de juliol de 2022) és un piragüista d'aigües tranquil·les francès, ja retirat, que va competir durant les dècades de 1940 i 1950.
El 1948 va prendre part en els Jocs Olímpics d'Estiu de Londres, on guanyà la medalla de bronze en la prova del C-1 1.000 metres del programa de piragüisme. Quatre anys més tard, als Jocs de Hèlsinki, fou vuitè en el C-1 10.000 metres.
En el seu palmarès també destaca una medalla d'or i una de plata al Campionat del Món de piragüisme en aigües tranquil·les de 1950.